# You've Got It Bad Girl
| Recensione | Giudizio |
| ---------- | -------- |
| AllMusic   |          |

You've Got It Bad Girl è un album in studio del musicista statunitense Quincy Jones, pubblicato nel 1973.

## Tracce
1. Summer in the City – 4:05 (Steve Boone, Mark Sebastian, John Sebastian)
2. Eyes of Love – 3:28 (Quincy Jones, Bob Russell)
3. Tribute to A.F.: Daydreaming/First Time Ever I Saw Your Face – 7:11 (Aretha Franklin/Ewan MacColl)
4. Love Theme from "The Getaway" – 2:35 (Jones)
5. You've Got It Bad Girl – 5:45 (Stevie Wonder, Yvonne Wright)
6. Superstition – 4:32 (Wonder)
7. Manteca – 8:42 (Gil Fuller, Dizzy Gillespie, Chano Pozo)
8. Sanford and Son Theme (The Streetbeater) – 3:05 (Jones)
9. Chump Change – 3:19 (Bill Cosby, Jones)

## Formazione
- Quincy Jones – tromba, arrangiamenti, voce, produzione, missaggio
- Dave Grusin – pianoforte elettrico
- Valerie Simpson – voce
- Phil Woods – sassofono alto
- Tom Junior Morgan – armonica a bocca soloista
- Toots Thielemans – chitarra, whistle, armonica a bocca
- Ernie Watts – sassofono
- Bobbye Porter – percussioni
- Quincy Duke – voce
- Bob James & Creations – tastiera
- Ray Brown – basso, produzione, missaggio
- Carole Kaye - basso
- Chuck Rainey - basso
- Eddie Louis – organo
- George Duke – pianoforte
- Grady Tate - batteria
- Phil Ramone – ingegneria del suono
- Kevin Reeves – masterizzazione
- Phil (Boogie) Schier – missaggio
- Cat Anderson

## Classifiche
| Classifica        | Posizione massima |
| ----------------- | ----------------- |
| Jazz Albums       | 1                 |
| R&B Albums        | 14                |
| The Billboard 200 | 94                |